# Dasyprocta fuliginosa
L'aguti nero o aguti moro (Dasyprocta fuliginosa Wagler, 1832) è un roditore diffuso nelle regioni settentrionali e centrali dell'America del Sud, dalla Colombia alla regione amazzonica del Brasile.

## Descrizione
L'aguti nero presenta una lunghezza testa-corpo che varia tra 54 e 76 centimetri e un peso che oscilla tra i 3,5 e i 6 chilogrammi. La coda misura 20-40 millimetri, l'orecchio 35-50 millimetri e il piede posteriore 12-14,5 millimetri. È il rappresentante più grande del suo genere. Il mantello è di colore nero uniforme, con piccole macchioline grigie e bianche sul dorso. I peli del posteriore sono interamente neri, ma possono essere bianchi all'estremità. In prossimità della nuca è presente una cresta di peli neri più lunghi. Anche le zampe, i piedi e la coda sono neri, mentre la gola è bianca. In rari casi si possono trovare esemplari dalla pelliccia leggermente più chiara e sfumata di rosso-arancio, con la parte ventrale color oliva, una macchia bianca sul mento e una macchia gialla sulla parte anteriore dell'addome; la colorazione delle zampe corrisponde a quella del dorso, ma scurisce allontanandosi dal corpo. Tranne che per la colorazione, l'aguti nero è pressoché identico all'aguti dorato (D. leporina), ma è di dimensioni maggiori.

## Distribuzione e habitat
L'aguti nero è diffuso nella parte settentrionale e centrale dell'America del Sud; il suo areale si estende dalla Colombia sud-orientale, attraverso il Venezuela meridionale, fino alla regione amazzonica del Brasile occidentale, a ovest del Rio Madeira e del Rio Negro. È presente anche nella parte orientale di Ecuador e Perù.

## Biologia
L'aguti nero è presente nelle aree boschive, soprattutto nelle regioni di foresta pluviale tropicale, ma anche nelle foreste secondarie e montane del versante orientale delle Ande, fino ad altitudini di circa 1000 metri. Animale diurno, vive generalmente da solo o in coppia ed è attivo prevalentemente la mattina dopo l'alba e la sera all'imbrunire. Quando si sente minacciato, batte i piedi per terra ed emette una serie di richiami di allarme costituiti da vari grugniti e fischi.
Come le altre specie del suo genere, è erbivoro e si nutre principalmente di frutta, semi e noci. Svolge un importante ruolo nella dispersione dei semi, principalmente di quelli di Hymenaea courbaril nelle foreste pluviali del Perù e del noce del Brasile (Bertholletia excelsa) sul Rio Purus in Brasile. Nonostante la natura furtiva, produce generalmente parecchio rumore quando mangia le noci.
Gli aguti neri non hanno una stagione riproduttiva specifica e sono sessualmente attivi durante tutto l'anno: il numero delle femmine gravide rimane invariato indipendentemente dal fatto che la stagione sia secca o umida. Il ciclo estrale dura 34 giorni, la gestazione circa 104-120 giorni. In media la femmina dà alla luce due piccoli, che vengono allattati per un periodo di circa 20 settimane.

## Tassonomia

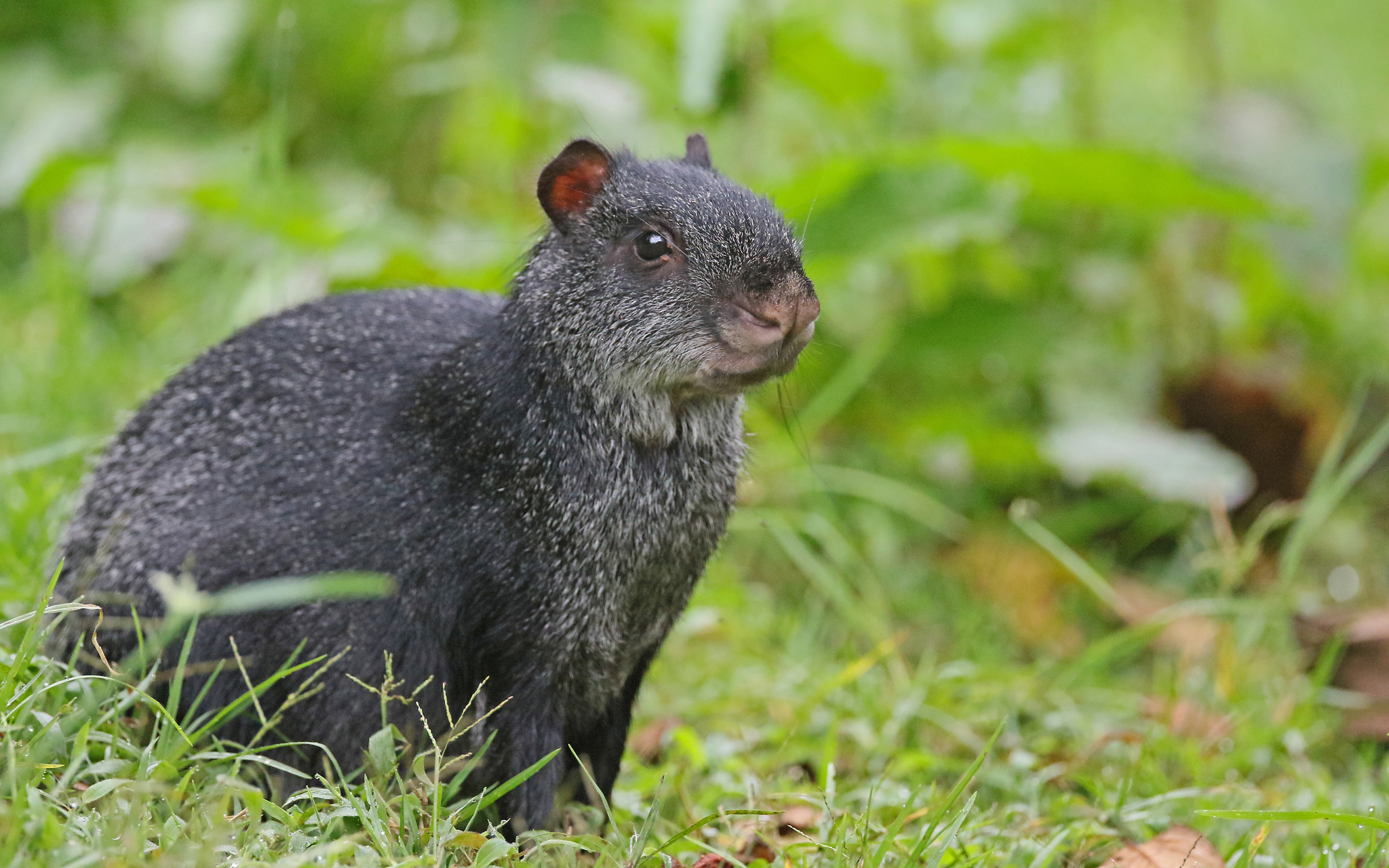
Aguti nero.

L'aguti nero è una delle oltre dieci specie attualmente riconosciute di aguti (Dasyprocta). Venne descritto scientificamente dallo zoologo tedesco Johann Georg Wagler nel 1832 a partire da esemplari provenienti da Brasilia versus flumen Amazoum. Nel 1915 Joel Asaph Allen restrinse la località tipo a Villa de Borba sul Rio Madeira, nella regione dell'Amazzonia brasiliana.
In passato ne sono state descritte numerose sottospecie, ma Wilson e Reeder (2005) ne riconoscono come valide solamente due: la forma nominale D. f. fuliginosa e D. f. candelensis J. A. Allen, 1915.

## Conservazione
L'aguti nero viene classificato dall'Unione internazionale per la conservazione della natura (IUCN) come «specie a rischio minimo» (Least Concern). Tale valutazione trova giustificazione nell'ampia estensione dell'areale e nel presunto grande numero di esemplari. Pur essendo oggetto di una caccia intensa per la carne, è ancora possibile trovarlo in prossimità dei villaggi.